# Els Amman
Els Amman (Leiden, 4 september 1931 – Groningen, 4 augustus 1978) was een Nederlands kunstschilder, tekenaar, graficus en collagist. Ze werd bekend door haar kleurrijke "rolling paintings" in de traditie van Hendrik Werkman. Zij was de buitenechtelijke dochter van graficus Arend Hendriks.
Amman liep school bij onder andere Paul Citroen, studeerde aan de Haagse Koninklijke Academie (1950). Ze werd gedurende haar loopbaan aangemoedigd door de directeur van het Groninger Museum, Jos de Gruyter. Haar werk wordt vooral in Groningen verzameld. In de gemeentelijk collectie neemt haar werk een opvallende plaats in. Het Centrum voor Beeldende Kunst stelde in 1993 haar werk tentoon in de serie "De klassieke Groningers".  
Omdat het vroege werk van Els Amman enigszins op dat van Marc Chagall gelijkt, bestaat het misverstand dat het tot de Joodse traditie behoort. Ook haar familienaam Amman is in dit verband misleidend, gezien deze wellicht berust op een oud hertogelijk ambt uit de Brabantse rechtspraak, de amman. 